# George Bookasta
George Bookasta (14 de julio de 1917 - † 26 de marzo de 2014), fue un niño actor y director estadounidense que fue descubierto por Charlie Chaplin.

## Biografía
Firmó un contrato con el estudio de cine United Artists y debutó en el cine mudo en la película Rosita en 1923. Algunas de sus otras películas incluyen The Night Bird, Hell Harbor y It Had to Happen. Bookasta era un sustituto en Sergeant York en 1941.
Como adulto, creó la revista TV Times, dirigido episodios de series de televisión como The Colgate Comedy Hour y Bachelor Father y dirigió una orquesta bigband en Nueva York.
Bookasta murió el 26 de marzo de 2014 a la edad de 96 años.